# Hansjochen Hancke
Hansjochen Hancke (* 22. Februar 1935 in Breslau) ist ein deutscher Rechtswissenschaftler und Bibliothekar. Von 1988 bis 1997 war er Leitender Bibliotheksdirektor der Universitätsbibliothek Siegen.

## Leben und Wirken
Hansjochen Hancke studierte nach seiner 1955 erfolgten Reifeprüfung in Hamburg Rechtswissenschaft und Geschichte. Sein erstes juristisches Staatsexamen legte er 1960 ab. 1966/67 war er in Münster wissenschaftlicher Mitarbeiter der Johannes-Althusius-Gesellschaft und bis 1968 wissenschaftlicher Assistent an der Rechts- und Staatswissenschaftlichen Fakultät der Universität Münster, wo er 1969 bei Hans Ulrich Scupin mit einer rechtsgeschichtlichen Arbeit promovierte. Als Bibliotheksreferendar an der Universitätsbibliothek Münster trat er 1968 in die Ausbildung für den höheren Bibliotheksdienst ein und absolvierte 1970 die Fachprüfung hierfür am Bibliothekar-Lehrinstitut des Landes Nordrhein-Westfalen. Von 1970 bis 1974 war Hancke als wissenschaftlicher Bibliothekar an der Universitätsbibliothek Münster tätig, 1974 wechselte er an die Universitätsbibliothek Trier. Nachdem er dort 1977 zum Bibliotheksdirektor ernannt worden war, wechselte er erneut und arbeitete bis 1988 beim Ausbau der Universitätsbibliothek Bielefeld, wo er stellvertretender Direktor wurde. Im Jahre 1988 übernahm er als Nachfolger von Walter Barton die Leitung der Universitätsbibliothek Siegen bis zum Eintritt in den Ruhestand 1998.
In seinem Ruhestand beschäftigt sich Hancke in seinen Veröffentlichungen vor allem mit der Geschichte der Stadt Torgau und der dortigen Reformation. Er ist Mitarbeiter der Kulturstiftung Leipzig (Stiftung für Denkmalpflege und Stadtkultur).

## Schriften (Auswahl)
- Die Lehre vom divine right of kings bei Jakob I. von England und ihre Bedeutung in den englischen Verfassungskonflikten des frühen 17. Jahrhunderts. Dissertation Universität Münster 1969.
- Rechtswissenschaftliche Fachbibliographien und ihre bibliographische Zuverlässigkeit. Bibliothekar-Lehrinstitut des Landes Nordrhein-Westfalen, Köln 1970.
- (zus. mit Werner Jütte): Bucheinband in wissenschaftlichen Bibliotheken. Untersuchung einer Projektarbeitsgruppe zu Bindekosten und Einbandverfahren (= DBI-Materialien, Bd. 30). Deutsches Bibliotheksinstitut, Berlin 1984, ISBN 3-87068-830-0.
- Verwirklichung der neuen Bibliotheksstruktur in Bielefeld. In: Günther Pflug (Hrsg.): Die neue Bibliothek. Festschrift für Harro Heim zum 65. Geburtstag. Saur, München 1984, S. 105–118, ISBN 3-598-10529-0.
- Die Organisationsform der Universitätsbibliothek Bielefeld. In: ABI-Technik, Bd. 4 (1984), S. 91–95.
- Sophie Urlsperger geborene Jäger von Jägersberg und der Familienkreis Urlsperger. In: Reinhard Schwarz (Hrsg.): Samuel Urlsperger (1685–1772). Augsburger Pietismus zwischen Außenwirkungen und Binnenwelt (= Colloquia Augustana, Bd. 4). Akademie-Verlag, Berlin 1996, S. 59–75, ISBN 978-3-05-002824-8.
- Herzog Friedrich Wilhelm von Sachsen-Weimar. Administrator des Kurstaates. In: Anita Baier (Hrsg.): Das kurfürstliche Kanzleihaus zu Torgau. Erkenntnisse zur Bau- und Nutzungsgeschichte (= Schriften des Torgauer Geschichtsvereins, Bd. 2). Torgau 2001, S. 125–132, ISBN 3-932090-59-4.
- Das Torgauer Stadtbild und die Ansichten von Lucas Cranach. In: Tilmann von Stockhausen (Hrsg.) Torgau – Stadt der Renaissance. Sandstein. Dresden 2003, S. 49–57, ISBN 978-3-930382-96-5.
- Ein Kräuterbuch und sein Umfeld. In:  Thomas Bürger (Hrsg.): Das Kräuterbuch des Johannes Kentmann von 1563. Prestel, München 2004, S. 8–15, ISBN 3-7913-3060-8.
- Sie trafen sich in Torgau vor dreihundert Jahren auf Schloß Hartenfels. Leibniz und Peter der Große. In: Sächsische Heimatblätter, Bd. 58 (2012), S. 136–141.
- Die Reformation in Torgau. In: Uwe Niedersen (Hrsg.): Reformation in Kirche und Staat von den Anfängen bis zur Gegenwart. Duncker & Humblot, Berlin 2018, S. 45–52, ISBN 978-3-428-15529-3.
- Torgau, die sächsische Stadt. In: Ebd., S. 42–44.
- Torgau als politisches Zentrum der lutherischen Reformation. In: Sächsische Heimatblätter, Bd. 64 (2018), S. 256–261.